# たえこMY LOVE
「たえこMY LOVE」（たえこマイラヴ）は、吉田拓郎が1976年12月5日にリリースした12枚目のシングル。発売元はフォーライフ・レコード（現・フォーライフミュージックエンタテイメント）。

## 概要
2曲共にオリジナルアルバム未収録で、1981年に発売されたベスト・アルバム『ONLY YOU 〜since coming For Life〜』に「たえこ MY LOVE」は新たに録音したテイクが、「チークを踊ろう」はシングルバージョンが収録されている。
「チークを踊ろう」は、1973年にザ・バッド・ボーイズに提供した楽曲のセルフカバー。バッド・ボーイズ盤は、シングル「ビートルズが教えてくれた」のカップリングに収録されている。

## 収録曲
- 全作詞・作曲：吉田拓郎、編曲：石川鷹彦

Side:A
1. たえこMY LOVE（4分28秒）

Side:B
1. チークを踊ろう（2分47秒）

## 収録ディスク

### アルバム
たえこMY LOVE
- 『☆』はシングルバージョン、『★』は『ONLY YOU 〜since coming For Life〜』に収録されたニューテイクバージョン。

- 『ONLY YOU 〜since coming For Life〜』★(1981年)
- 『吉田拓郎ベスト60』☆(1985年)
- 『The 吉田拓郎』★(1986年)
- 『LIFE』☆(1996年)
  - Al Schmittによるリミックスが施されている。
- 『吉田拓郎 ベスト』☆(2001年)
- 『拓郎ヒストリー』☆(2007年)
- 『ONLY YOU 〜since coming For Life〜 + Single Collection』★(2011年)
- 『Another Side Of Takuro 25』☆(2024年)

チークを踊ろう
- 『ONLY YOU 〜since coming For Life〜』☆(1981年)
- 『ONLY YOU 〜since coming For Life〜 + Single Collection』☆(2011年)